# Wahlkreis Pankow 7
Der Wahlkreis Pankow 7 ist ein Abgeordnetenhauswahlkreis in Berlin. Er gehört zum Wahlkreisverband Pankow und umfasst die Gebiete der S-Bahntrasse zwischen Greifswalder Straße und Schönhauser Allee, Schönhauser Allee, Wisbyer Straße, Prenzlauer Promenade, Am Steinberg, Pistoriusstraße, Berliner Allee und Greifswalder Straße.

## Abgeordnetenhauswahl 2023
Bei der Wahl zum Abgeordnetenhaus von Berlin 2023 traten folgende Kandidaten an:
| Name                              | Partei           | Anteil der Erststimmen | Anteil der Zweitstimmen |
| --------------------------------- | ---------------- | ---------------------- | ----------------------- |
| Julia Schneider                   | Grüne            | 30,9 %                 | 27,5 %                  |
| Sandra Brunner                    | Die Linke        | 18,4 %                 | 18,8 %                  |
| Antje Tölle                       | CDU              | 16,5 %                 | 16,1 %                  |
| Annette Unger                     | SPD              | 15,5 %                 | 14,9 %                  |
| Fred Gornig                       | AfD              | 07,2 %                 | 07,3 %                  |
| Isabell Huwe                      | Tierschutzpartei | 03,2 %                 | 02,7 %                  |
| Madlen Suchardt                   | Die PARTEI       | 03,2 %                 | 02,4 %                  |
| Julius Grottke                    | FDP              | 03,1 %                 | 03,6 %                  |
| Annette Becker                    | dieBasis         | 01,3 %                 | 01,0 %                  |
| Jan Mettchen                      | Freie Wähler     | 00,7 %                 | 00,3 %                  |
| –                                 | Volt             | –                      | 01,3 %                  |
| –                                 | Sonstige         | –                      | 04,1 %                  |
| Wahlberechtigte: 29.581 Einwohner |                  |                        |                         |
| Wahlbeteiligung: 65,9 %           |                  |                        |                         |

## Abgeordnetenhauswahl 2021
Bei der im Nachhinein für ungültig erklärten Wahl zum Abgeordnetenhaus von Berlin 2021 traten folgende Kandidaten an:
| Name                              | Partei           | Anteil der Erststimmen | Anteil der Zweitstimmen |
| --------------------------------- | ---------------- | ---------------------- | ----------------------- |
| Julia Schneider                   | Grüne            | 30,7 %                 | 27,4 %                  |
| Sandra Brunner                    | Die Linke        | 20,2 %                 | 21,4 %                  |
| Annette Unger                     | SPD              | 18,1 %                 | 16,3 %                  |
| Antje Tölle                       | CDU              | 09,5 %                 | 09,1 %                  |
| Fred Gornig                       | AfD              | 06,5 %                 | 06,4 %                  |
| Julius Grottke                    | FDP              | 05,1 %                 | 05,6 %                  |
| Madlen Suchardt                   | Die PARTEI       | 03,6 %                 | 02,8 %                  |
| Isabell Huwe                      | Tierschutzpartei | 03,0 %                 | 02,0 %                  |
| Annette Becker                    | dieBasis         | 02,2 %                 | 01,8 %                  |
| Jan Mettchen                      | Freie Wähler     | 01,1 %                 | 00,8 %                  |
| –                                 | Volt             | –                      | 01,6 %                  |
| –                                 | Sonstige         | –                      | 04,8 %                  |
| Wahlberechtigte: 29.859 Einwohner |                  |                        |                         |
| Wahlbeteiligung: 79,2 %           |                  |                        |                         |

## Abgeordnetenhauswahl 2016
Bei der Wahl zum Abgeordnetenhaus von Berlin 2016 traten folgende Kandidaten an:
| Name                              | Partei           | Anteil der Erststimmen | Anteil der Zweitstimmen |
| --------------------------------- | ---------------- | ---------------------- | ----------------------- |
| Clara West                        | SPD              | 25,0 %                 | 19,8 %                  |
| Jasmin Giama-Gerdes               | Die Linke        | 22,6 %                 | 23,1 %                  |
| Daniela Billig                    | Grüne            | 19,5 %                 | 20,1 %                  |
| Markus Egg                        | AfD              | 12,1 %                 | 11,6 %                  |
| Helmut Kleinschmidt               | CDU              | 10,3 %                 | 09,9 %                  |
| Matthias Müller                   | Die PARTEI       | 03,9 %                 | 03,5 %                  |
| Florian Swyter                    | FDP              | 03,5 %                 | 04,0 %                  |
| Michael Mittelbach                | Piraten          | 03,1 %                 | 02,6 %                  |
| –                                 | Tierschutzpartei | 0–                     | 02,1 %                  |
| –                                 | Sonstige         | 0–                     | 03,3 %                  |
| Wahlberechtigte: 30.675 Einwohner |                  |                        |                         |
| Wahlbeteiligung: 67,4 %           |                  |                        |                         |

## Abgeordnetenhauswahl 2011
Bei der Wahl zum Abgeordnetenhaus von Berlin 2011 traten folgende Kandidaten an:
| Name                              | Partei           | Anteil der Erststimmen | Anteil der Zweitstimmen |
| --------------------------------- | ---------------- | ---------------------- | ----------------------- |
| Clara West                        | SPD              | 31,3 %                 | 28,7 %                  |
| Claudia Hämmerling                | Grüne            | 21,6 %                 | 20,3 %                  |
| Udo Wolf                          | Die Linke        | 18,8 %                 | 17,9 %                  |
| Michael Mittelbach                | Piraten          | 12,0 %                 | 12,9 %                  |
| Torsten Kühne                     | CDU              | 11,6 %                 | 10,9 %                  |
| Thomas Schatton                   | Pro Deutschland  | 01,9 %                 | 00,8 %                  |
| Stefan Valentin                   | Die PARTEI       | 01,6 %                 | 01,3 %                  |
| Jürgen Bernsen                    | Unabhängige      | 01,1 %                 | 00,6 %                  |
| –                                 | NPD              | 0–                     | 01,9 %                  |
| –                                 | Tierschutzpartei | –                      | 01,4 %                  |
| –                                 | FDP              | –                      | 01,2 %                  |
| –                                 | Die Freiheit     | –                      | 01,0 %                  |
| –                                 | Sonstige         | –                      | 01,1 %                  |
| Wahlberechtigte: 30.986 Einwohner |                  |                        |                         |
| Wahlbeteiligung: 57,5 %           |                  |                        |                         |

## Abgeordnetenhauswahl 2006
Bei der Wahl zum Abgeordnetenhaus von Berlin 2006 traten folgende Kandidaten an:
| Name                              | Partei    | Anteil der Erststimmen |
| --------------------------------- | --------- | ---------------------- |
| Peter Treichel                    | SPD       | 32,7 %                 |
| Stefan Liebich                    | Die Linke | 26,9 %                 |
| Oliver Jütting                    | Grüne     | 16,4 %                 |
| Egbert Biermann                   | CDU       | 10,5 %                 |
| Michael Koschitzki                | WASG      | 05,6 %                 |
| Ulrich Dittmar                    | FDP       | 04,8 %                 |
| Bernd Schwab                      | Bildung   | 02,3 %                 |
| Heike Steinbach                   | HP        | 00,8 %                 |
| Wahlberechtigte: 30.164 Einwohner |           |                        |
| Wahlbeteiligung: 52,0 %           |           |                        |

## Bisherige Abgeordnete
Da der Wahlkreis erst seit 2006 in der heutigen Form besteht, ist die Angabe bisheriger Abgeordneter erst seit diesem Zeitpunkt möglich.
| Jahr | Name            | Partei | Anteil der Erststimmen |
| ---- | --------------- | ------ | ---------------------- |
| 2023 | Julia Schneider | Grüne  | 30,9 %                 |
| 2021 | Julia Schneider | Grüne  | 30,7 %                 |
| 2016 | Clara West      | SPD    | 25,0 %                 |
| 2011 | Clara West      | SPD    | 31,3 %                 |
| 2006 | Peter Treichel  | SPD    | 32,7 %                 |